# A vipera
A vipera (eredeti cím: La mentira) 1998-as mexikói telenovella, amelyet Caridad Bravo Adams alkotott. A főbb szerepekben Kate del Castillo, Guy Ecker, Karla Álvarez, Salvador Pineda és Rosa María Bianchi.
Mexikóban a Canal de las Estrellas 1998. július 13-án, Magyarországon a TV2 2000. február 1-jén mutatta be.
A vipera sorozat ezen változata az ötödik feldolgozás, a 90-es években készült. Ezt megelőzően két film és két telenovella is készült már.

## Cselekmény
Verónica (Kate del Castillo) egy fiatal és csinos lány, aki imád flörtölni a férfiakkal, és nagy álma, hogy színésznő lehessen. Legközelebbi hasonló korú rokona, az unokatestvére Virginia (Karla Álvarez). Virginia látszólag egy kifogástalan nő, aki mindig úrihölgyként viselkedik, jó feleség és jó anya válna belőle. De valójában egy érzéketlen nő, aki szeretőt és vőlegényt is tart titokban, és csak a pénzre vágyik. Mindketten a nagybátyjuknál, Teodoro (Eric del Castillo) házában laknak.
Teodorónak és feleségének, Sarának (Rosa María Bianchi) a két lányon kívül van még egy saját közös fiuk, Juan (Sergio Basáñez), aki már 12 éve külföldön él. Egyik nap Sara levelet ír neki, hogy jöjjön haza, ezt ő örömmel megteszi. Amikor a fiú hazatér, szülei és Virginia fogadja csak őt otthon. Verónica, aki imád bulizni, épp valahol az éjszakában ünnepel barátaival. Amikor kicsit elkésve, de hazatér, nagyobb örömmel és ujjongással üdvözli, mint a többiek. A fiú azonnal beleszeret, mert tetszik neki a lány életvitele, és Verónica is bevallja, hogy már kislánykora óta szerelmes belé.
Virginiának is azonnal megtetszik Juan és úgy dönt, megszerzi magának. Ehhez előbb szakít vőlegényével, Ricardóval (Rodrigo Abed), akinek egy levélben megírja, már nem szereti, minden pénzét, amit a lány befektetett, azt elvesztette, és a gyereküket is elvetette. V jelű brossát is a levél mellett hagyja. Ricardo ezt képtelen elfogadni, és öngyilkos lesz emiatt. Az életét még Dr. Moguel (Salvador Pineda) is próbálja megmenteni, de túl részeg ahhoz, hogy sikerüljön neki. Virginia ezután a szeretőjével, Santiagóval (Luis Gatica) is szakítani akar, de ő megfenyegeti, mindent elmond, ha elhagyja, így kénytelen vele maradni.
Demetrio Azúnsolo (Guy Ecker) is hazalátogat féltestvéréhez, Ricardóhoz a birtokra. Útközben megszáll egy bárban, ahol beszélgetésbe elegyedik a részeg Dr. Moguellel és Williams atyával (Aarón Hernán). Tőlük döbbenten értesül féltestvére haláláról. Az atyától megkapja a levelet és a brosst. Elolvasása után bosszút esküszik a titokzatos V nevű nő ellen. A falubeliektől megtudja, hogy ezzel a bizonyos V-vel, a Fernández-Negrete házban találkozott Ricardo.
Amikor megtalálja a házat, kiderül ő és Juan már a fővárosból ismerik egymást, mert egy helyen dolgoztak. Virginia azonnal megijed tőle, hiszen tudja, őt keresi Demetrio, ezért mindent úgy rendez, hogy Verónica legyen a főbűnös Demetrio szemében. Amikor a családja Verónica ellen fordul, elfogadja Demetrio házassági ajánlatát. Nászútra a farmra mennek, ahol Verónica számára megkezdődik maga a pokol.

## Szereplők
| Szerep                                          | Színész               | Magyar hang         |
| ----------------------------------------------- | --------------------- | ------------------- |
| Verónica Fernández-Negrete de Asúnzolo          | Kate del Castillo     | Kisfalvi Krisztina  |
| Demetrio Asúnzolo Santamaría                    | Guy Ecker             | Forgács Péter       |
| Virginia Fernández-Negrete de Fernández-Negrete | Karla Álvarez         | Timkó Eszter        |
| Juan Fernández-Negrete                          | Sergio Basáñez        | Crespo Rodrigo      |
| Sara Dumont de Fernández-Negrete                | Rosa María Bianchi    | Zsurzs Kati         |
| Teodoro Fernández-Negrete                       | Eric del Castillo     | Kránitz Lajos       |
| Leticia "Lety"                                  | Silvia Mariscal       | Szabó Éva           |
| Miranda Montesinos                              | Blanca Guerra         | Vándor Éva          |
| André Belot                                     | Tony Bravo            | Sztarenki Pál       |
| Nicole Belot                                    | Mayrín Villanueva     | Huszárik Kata       |
| Dr. Francisco Moguel                            | Salvador Pineda       | Vass Gábor          |
| Irma de Moguel                                  | Tina Romero           | Menszátor Magdolna  |
| Pablo Williams atya                             | Aarón Hernán          | Izsóf Vilmos        |
| José "Pepe" Diez                                | Carlos Cámara         | Láng József         |
| Aguirre professzor                              | Guillermo Rivas       | Besenczi Árpád      |
| Santiago Terrazas                               | Luis Gatica           | Viczián Ottó        |
| Yadira Balanzario                               | Roxana Castellanos    | Kiss Eszter         |
| Jacinto                                         | Israel Jaitovich      | Németh Gábor        |
| Antonia "Toña"                                  | Amparo Garrido        | Illyés Mari         |
| Carlitos Jr.                                    | Julio Bracho          | Markovics Tamás     |
| Natalicio Gómez "Don Nato"                      | José Antonio Ferral   | Imre István         |
| Gildarda                                        | Claudia Eliza Aguilar | Földesi Judit       |
| Beatriz "Betty"                                 | Vanessa Arias         | Simon Eszter        |
| Maruquita                                       | Gabriela Arroyo       | Dudás Eszter        |
| Ricardo Platas                                  | Rodrigo Abed          | Petridisz Hrisztosz |
| Ernesto Salce ügyvéd                            | Sergio Reynoso        | Jakab Csaba         |
| Gilbert asszony                                 | Liza Willert          | Antal Olga          |

## Korábbi és további verziók
- 1952-es La mentira film, Juan J. Ortega rendezésében. Főszereplői: Marga López, Jorge Mistral és Gina Cabrera.
- 1965-ös La mentira telenovella a Televisától, Ernesto Alonso rendezésében. Főszereplői: Julissa, Enrique Lizalde és Fanny Cano.
- 1970-es La mentira film, Emilio Gómez Muriel rendezésében. Főszereplői: Julissa, Enrique Lizalde és Blanca Sánchez.
- 1982-es El amor nunca muere telenovella a Televisától, Alfredo Saldaña rendezésében. Főszereplői: Christian Bach, Frank Moro és Silvia Pasquel.
- 2008-as El juramento telenovella a Telemundotól. Főszereplői: Natalia Streignard, Osvaldo Ríos és Dominika Paleta.
- 2010-es Időtlen szerelem telenovella a Televisától. Főszereplői: Silvia Navarro, Juan Soler és Jessica Coch.
- 2010-es Corações Feridos brazil telenovella az SBT-től. Főszereplői: Patrícia Barros, Cynthia Falabella és Flávio Tolezani.
- 2015-ös Lo imperdonable telenovella a Televisától. Producer: Salvador Mejía. Főszereplői: Ana Brenda Contreras, Iván Sánchez és Grettell Valdez

## Fordítás
- Ez a szócikk részben vagy egészben  a   La mentira (telenovela de 1998) című spanyol Wikipédia-szócikk fordításán alapul.  Az eredeti cikk szerkesztőit annak laptörténete sorolja fel. Ez a jelzés csupán a megfogalmazás eredetét és a szerzői jogokat jelzi, nem szolgál a cikkben szereplő információk forrásmegjelöléseként.